# Centerport (Pennsylvanie)
Centerport est un borough situé au centre du comté de Berks, en Pennsylvanie, aux États-Unis,. En 2010, il comptait une population de 5 163 habitants. Il est incorporé en 1884.

## Démographie
Lors du recensement de 2010, le borough comptait une population de 387 habitants. Elle est estimée, le 1er juillet 2019, à 413 habitants.

### Source de la traduction
- (en) Cet article est partiellement ou en totalité issu de l’article de Wikipédia en anglais intitulé « Centerport, Pennsylvania » (voir la liste des auteurs).